# 駅馬車

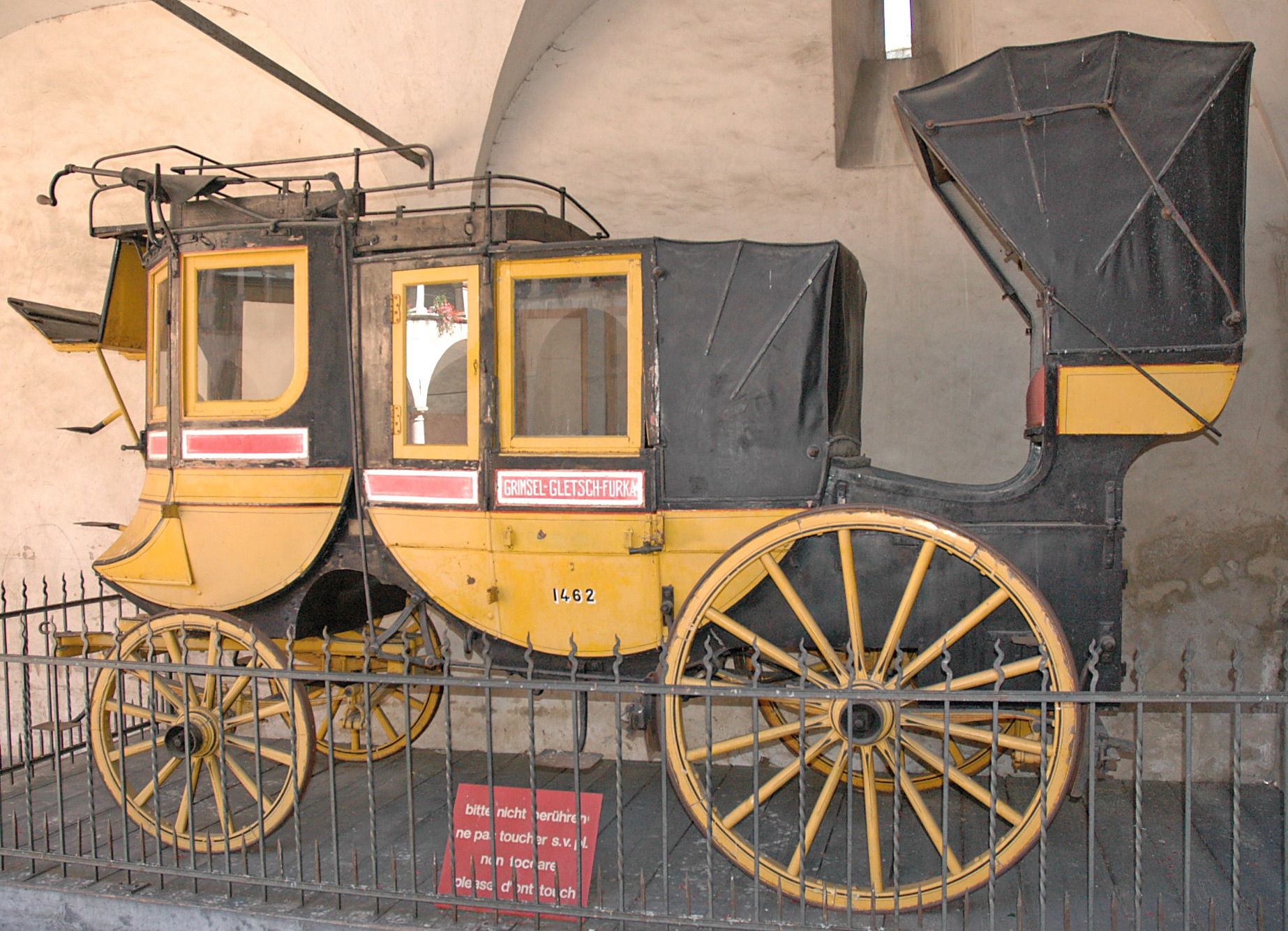
スイスの駅馬車

駅馬車（えきばしゃ、英語: stagecoach）は、通常は4頭立ての馬に牽引された旅客や貨物を輸送する屋根つき馬車の一種である。鉄道が普及する前に広く用いられ、駅馬車で旅行する人たちの休息の場所となっていた英語で stage や station と呼ばれる施設の間を定期運行していた。駅馬車を運行する事業や、駅馬車で旅行することを staging と呼んでいた。

## 概要
駅馬車の車体は、スルーブレイス (throughbrace) と呼ばれる革製のストラップで支えられており、衝撃吸収のばねのように働いていた。駅馬車自体がスルーブレイスと呼ばれたこともあった。コンチネンタル式駅馬車の前部および後部車室はクーペ (coupé) と呼ばれた。車内に乗る乗客およびその座席のことはインサイド (inside)、車外に乗る乗客およびその座席のことはアウトサイド (outside) と呼ばれた。アウトサイドの後部には向かい合った2つの座席が取り付けられていることがあり、イギリスではここをバスケット (baskets) と呼んでいた。駅馬車の操作を行うステージドライバー（御者）に加えて、コーチ・ガンで武装したショットガン・メッセンジャーが護衛のために乗り込むことがあった。
ステージ (stage) という言葉はもともと、経路上のステーション間の行程のことを指しており、馬車は全行程を各ステージに分けて走破していたが、誤用が続いた結果ステージという言葉が馬車のことを指すようになった。次のステーションでは休養の十分な馬の組が待機しており、ステーションにおいて馬をつなぎかえるだけの短い停車時間で旅行を続けられるようになっていた。このステージに分ける運行システムにより、それまで牽引してきた馬を休ませ、水や餌を与える時間で馬車が時間を費やす必要はなくなった。駅馬車は、馬やラバで牽引される四輪の車両であれば何でもそのように呼ばれることがあるが、駅馬車であるための基本的な用件としては、誰でも運ぶ公共の交通機関であること、決まった行程を決まった時刻で走ることなどがある。使われる車両としては四輪荷馬車、固定車軸の馬車、軍用馬車の余剰品、高速馬車、豪華なコンコードなどがあった。駅馬車路線の運行者がこれらの車両の中から、運ぶべき積み荷、道路の状況、天候などによって選択していた。またこうした条件と車両の種類により、2頭立て、4頭立て、6頭立てを選択していた。
駅馬車の中には以下のような種類がある。
- 郵便馬車 - 郵便物輸送に主に用いられた。
- マッド・コーチ (mud coach) - コンコードに比べて軽く小さな車両で、平坦な側面、簡単な装備品であった。
- ロード・コーチ (road coach) - 19世紀後半のイギリスで復活した。

ステージ・ワゴン (stage wagon) も、人口の希薄な地帯などでは駅馬車として用いられることがあった。

## 運行速度
駅馬車は平均4マイル毎時から7マイル毎時（約6.4 km/hから11.2 km/h）で走り、1日に70マイルから120マイル（112 kmから192 km）ほどを走っていた。

## イギリスにおける駅馬車

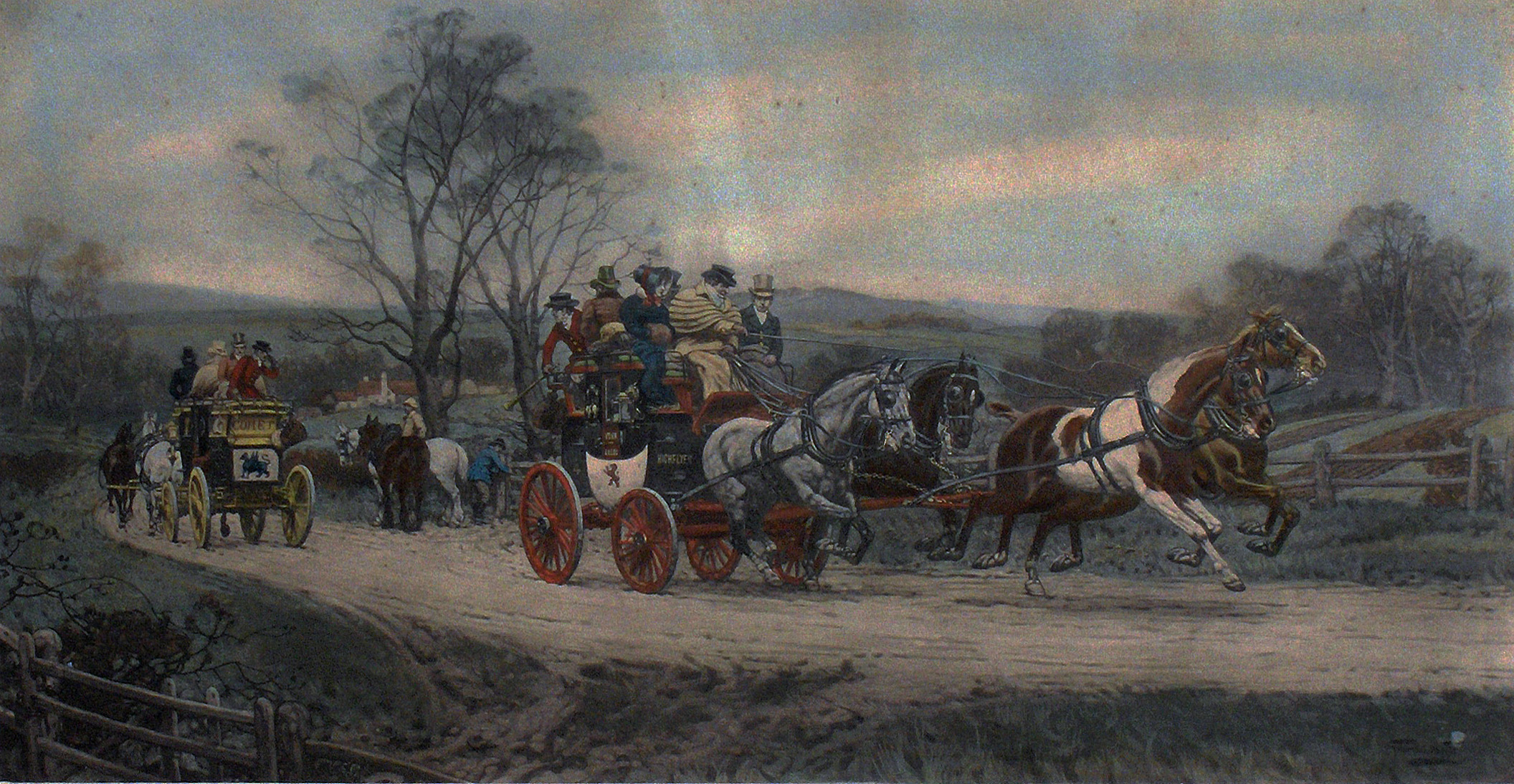
「定時に遅れて」(Behind time)、イングランドの駅馬車を描いた作者不明の版画

イギリスにおいて駅馬車に対するよくある印象としては、有料道路の料金所を通過していくロイヤルメールの郵便馬車、チャールズ・ディケンズの作品に出てくる、駅逓所に停車する雪の積もった馬車、あるいは馬に乗った強盗（ハイウェイマン）が「有り金を置いていけ」と要求する馬車、といったものである。ヤードグラスは伝説によれば、駅馬車の御者と関連付けられているが、実際には主に飲む技術を示し特別な乾杯を行うために用いられるものであった。
必ずしも駅馬車とは言えない、最初の原始的な馬車がイングランドの文献に現れるのは13世紀のことである。駅馬車は最初にイギリスにおいて16世紀に発明され、1910年代初頭くらいまで使われていた。駅馬車で旅する旅客を泊めるために、駅逓がヨーロッパ中に開設された。ウィリアム・シェイクスピアの初演は、ザ・ジョージ・インのような駅逓において上演されていた。1784年に運行開始された郵便馬車である、ロイヤルメールの駅馬車は、有料道路網を通じてイギリス諸島の道路網の発展を促進することになる。
1784年当時、郵便馬車はロンドンからブリストルまで120マイルの行程を17時間で走破していた。

## 大陸ヨーロッパにおける駅馬車

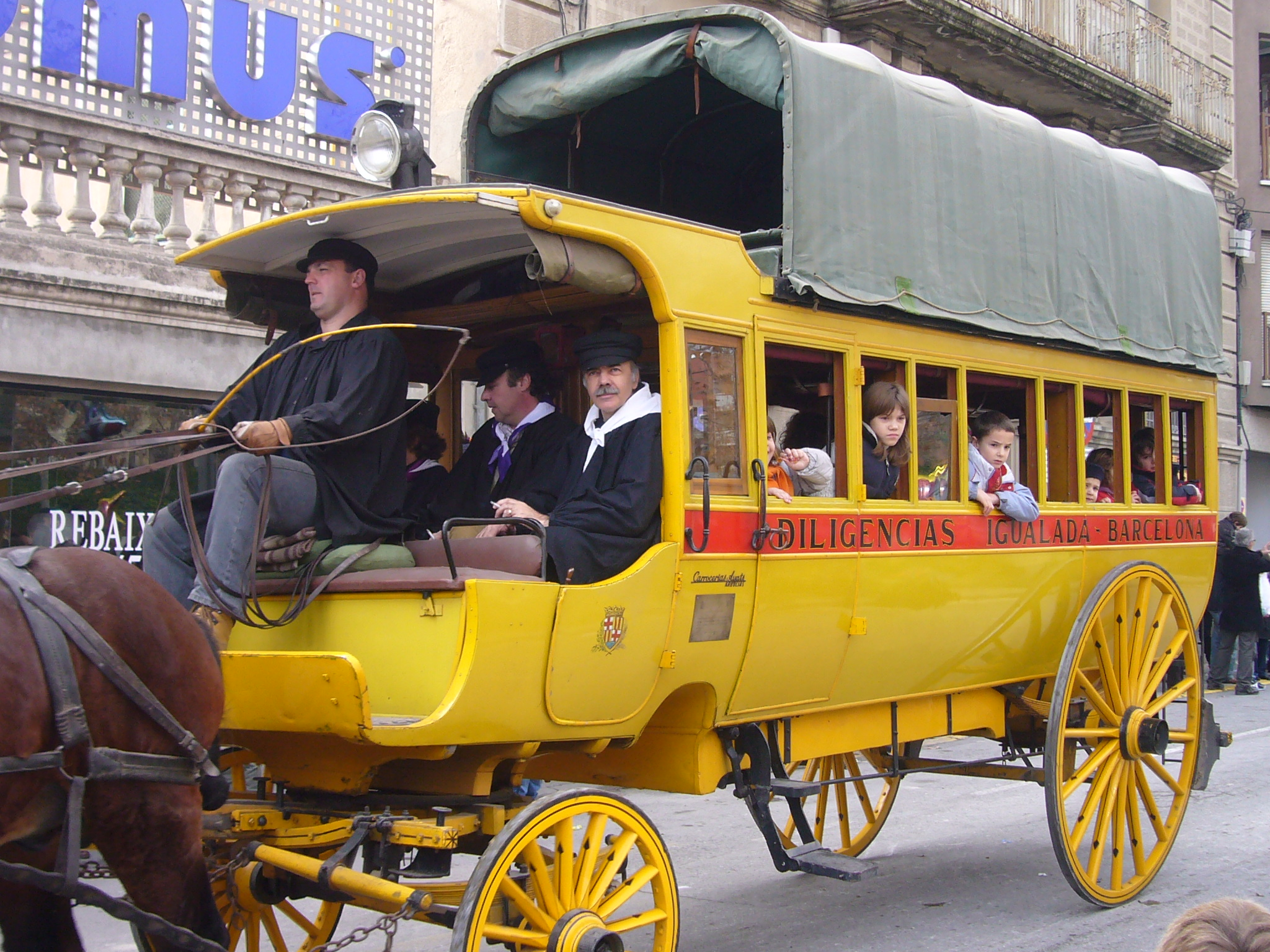
スペインのカタルーニャ州においてイグアラダとバルセロナを結んでいたディリジェンシア (Diligencia) と呼ばれる馬車。屋根の上に荷物置き場がある

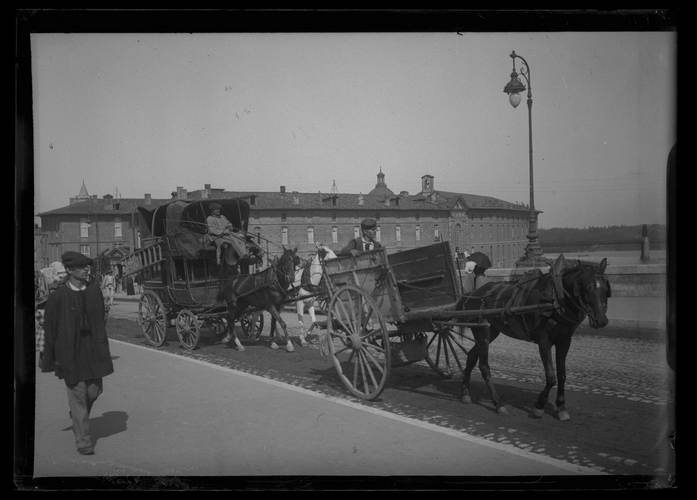
上にインペリアル (impériale) を載せているディリジェンス (diligence) 、1899年トゥールーズ

ディリジェンス (diligence) は4頭かより多くの馬を使った堅固な馬車で、フランス語において公共輸送を行う馬車のことを指す同義語であった。ドイツにおいてはシュテルヴァーゲン (Stellwagen) とかアイルヴァーゲン (Eilwagen) と呼ばれる少し違いのある派生形があった。ル・アーブルからパリまでのディリジェンスが、1803年にフランスを訪れた口うるさいイギリス人によってイギリスにおける駅馬車と徹底的に比較して描かれている。
武骨で洗練されていない車はほとんど想像もできないものである。前部では幌が車体に取り付けられており、3人の乗客を収容でき、車体から突き出した屋根により雨から守られている。この前側には2枚のよく油を塗って不快なほど臭う重い革製のカーテンが屋根に取り付けられている。広く高い内部は6人ほどを快適に収容でき、皮張りで、旅行者が小銭やたばこ、帽子、ハンカチなどを入れる小さなポケットが付いているが、これは同席の人で共用する微妙な保管場所である。屋根からは大きな網が張られており、帽子、剣、荷物を入れた箱などでいっぱいになっている。すべて便利にできており、全員が席に座ると、設備は決して不快ではない。

屋根の上はインペリアルと呼ばれる場所で、6人か7人がここに乗り、また一塊の荷物が載せられているが、これは後部のバスケットにも収められて、荷物が車両自体の半分ほどの高さもある山となっている。荷物はロープや鎖などで固定され、大きな鉄の巻き上げ機で締め上げられているが、これ自体も馬車の重量の一部となっている。馬車の車体は木製の重い基礎に対してスプリングではなく皮ひもで固定されており、全体は7頭の馬で牽かれている。馬のうち1頭は御者が乗っている。
イングランドからの訪問者は、小さく頑健なノルマン馬が「我々の乗った重い馬車を牽いて、1時間に6から7マイルの速さで走った」と記録している。この速度で駅馬車は運河を行く船と競争になっていたが、ヨーロッパでは19世紀に鉄道網が広がるにつれて廃れて行った。鉄道網が伸びなかった地域では、バスが広まるまで駅馬車が完全に無くなることはなかった。

## アメリカ合衆国における駅馬車
18世紀から原始的な馬車が都市間で旅客を運ぶために用いられ始め、最初はニューイングランド内において1744年に始まり、続いて1756年にはニューヨークとフィラデルフィアを結ぶようになった。後者では、所要時間は3日かかっていたのが、「フライング・マシン」と呼ばれる改良された馬車により1766年に2日になった。旅客と郵便物を輸送する、最初の郵便馬車は18世紀末に登場し、それ以前に主要な道路で走っていた郵便騎手を置き換えた。馬車の御者は郵便物や小包、現金などを輸送し、しばしば取引の決済を行い、顧客のために信書を配達した。1829年にはボストンは77の駅馬車路線の、3年後の1832年には106の駅馬車路線のハブとなっていた。
ボストンとニューヨークを結ぶ駅馬車の運行は、ニューヨークとプロビデンスの間での蒸気船の運行が始まったことにより中止された。しかしボストンからプロビデンスまでは、相変わらずアメリカ国内で最も頻繁に駅馬車が運行されて、旅客を蒸気船に間に合うように6時間で運んでいた。1830年代から鉄道が都市間を結ぶようになると、駅馬車の運行会社は鉄道の駅から沿線外の都市や街へと結ぶようになった。

### コンコード

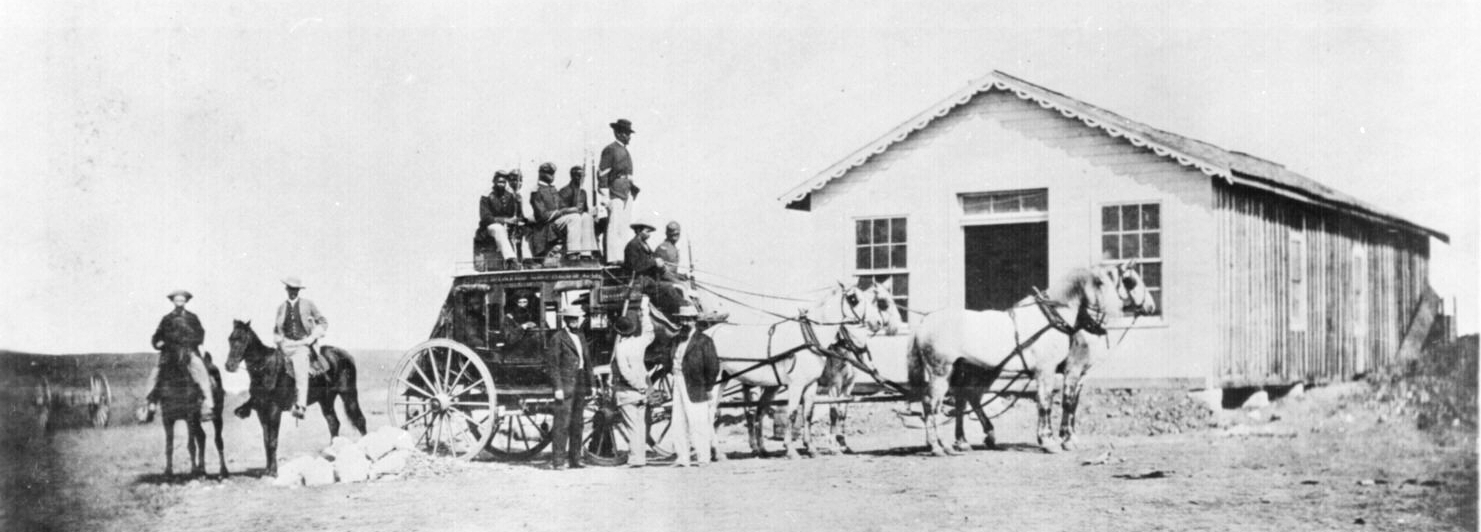
バッファロー・ソルジャーがコンコードを護衛している様子、1869年

コンコードと呼ばれる種類の駅馬車が最初に造られたのは1827年である。アボット・ダウニング・カンパニーは駅馬車の車体に皮製のストラップを支えとして用い、これによりスプリングのサスペンションのような上下の振動ではなく、横に揺れる動きをできるようになった。この会社は40種類以上の馬車をニューハンプシャー州コンコードにある工場で生産していた。コンコードの駅馬車はとても頑丈に造られているため、壊れて使えなくなるのではなく使い古して使えなくなるのだとされていた。このタイプの馬車は南アメリカ、オーストラリア、アフリカなどにも販売された。約700両のコンコードが、1847年に解散するまでにアボット・ダウニングの当初の工場で生産された。会社は事業記録によれば、引き続き馬車や荷車を1898年まで生産していた。マーク・トウェインはその1872年の本「西部放浪記」において、コンコードの乗り心地を「車輪上のゆりかご」と例えている。

### 旅客輸送
「ザ・カリフォルニア・ステージ・カンパニー」というバラードは、カリフォルニア・ゴールドラッシュ当時の悪路を走る駅馬車の旅行の状況をわずかに誇張して描いている。馬車の車内では3つのベンチシートが置かれ、旅客は1人あたり15インチ（約38 cm）の幅に押し込められていた。最後列と真ん中の列の席は前を向き、最前列の席は後ろを向いていた。最前列と真ん中の列に座っている旅客は、膝を互い違いに交えるように乗らなければならなかった。中央の席に座っている旅客は、長旅にもかかわらずわずかな革製のストラップが背中を支えているだけであった。荷物は膝の上に抱え、郵便物を入れた袋が足の下に置かれることもあった。馬車の動きにより乗り物酔いに悩まされる旅客もおり、特に悪路において硬い座席や屋根、車体側面などに体を打ち付けられる拷問のような動きが加わるとさらに悪化した。
駅馬車は、悪天候や敵対的なインディアン、悪党などに見舞われる環境をセントルイスからサンフランシスコまで22日間かけて、可能ならば夜間も走る国土横断のバターフィールド・オーバーランド・メールなどでも使用された。こうした国土横断の駅馬車は、馬を替えるために途中のステーションにほんのわずかに停車するのみであった。旅客は貧弱な食事を得られるだけで、休憩はなかった。もし途中のステージで旅客が休憩のために降りると、次に来る馬車のステージに空き席がなければ、その場所に1週間以上も閉じ込められてしまうことがあった。馬が疲れ果ててしまったときに救援するため、あるいは道路が砂になっている区間で馬車を軽くするために、旅客は馬車から降りて歩くことを求められることがあり、また上り坂や泥沼につかまってしまった時などには馬車を押すことが求められることもあった。馬車に押し込められている旅客は、ウェルズ・ファーゴ（現在は金融業者になっているが、元は駅馬車運行業者）が以下のような旅客の行動に関する規則を各馬車に張り出さなければならないような状況を生み出した。

- 酒を飲むことは自粛してほしいが、飲む場合は他の人と分け合って飲まなければならない。そうしなければ自分勝手で人づきあいが悪いとみなされるだろう。
- 女性が乗っている場合、たばこやパイプなど、女性に不快なものは避けて欲しい。噛みタバコは構わないが、風にうまく乗るように吐き捨てて欲しい。
- 女性や子供が乗っている場合、荒い言葉遣いは避けなければならない。
- 寒い時にはバッファローのローブが提供される。ローブの独り占めは許されない。違反した者は御者の隣に座ってもらう。
- 寝る際は、大きないびきをかいたり、隣の旅客の肩にもたれかかったりしてはならない。摩擦が生じることがある。
- 銃器は非常時に備えて各人で保管して良い。馬を驚かせるので、気晴らしに外を撃ったり野生動物を撃ったりしてはならない。
- 馬が暴走した場合でも落ち着いて行動せよ。慌てて外に飛び出すと、怪我をしたまま取り残されることになり、厳しい自然や敵対的なインディアン、飢えたコヨーテの洗礼をうけるであろう。
- 会話において禁句とされるのは、駅馬車強盗とインディアンの襲撃である。
- 女性に対して紳士らしからぬ振る舞いを働いた男性はその場で降ろされる。歩いて帰るには長い道である。あなたが賢いならこの警告に従うであろう。

長距離の大陸横断駅馬車の旅客には、持って行くべき装備品の推奨があった。ニューメキシコ州を通る初期の駅馬車、ジャッカス・メール (Jackass Mail) では、サンディエゴの新聞が「1丁のシャープス銃と100発の弾、コルトの回転式拳銃と2ポンドの鉛、ナイフ、厚い羊毛のズボン、6足の厚い靴下、6枚のアンダーシャツ、3枚のシャツ、広縁の中折帽、サックコート、オーバーコート、夏なら1枚、冬なら2枚の毛布、作業用手袋、針、ピン、スポンジ、ヘアブラシ、くし、石鹸、2枚のズロース、3枚または4枚のタオル」を推奨していた。後のバッターフィールドの駅馬車路線では、旅客にピストルかナイフを携行するよう勧めていた。
長距離であれ短距離であれ、駅馬車で旅する旅客にとって真に危険なのは、20世紀初頭に至るまで、盗賊による強盗の脅威であった。現金による給与や銀行間の送金などがこうした定期駅馬車路線により定期的に輸送されていた。カリフォルニアでは最初の駅馬車強盗が1852年4月に発生し、リールフット・ウィリアムズ率いる盗賊団がネバダシティ付近のステージをイリノイタウン郊外で襲撃した。トム・ベルは初期のよく統率のとれた駅馬車強盗団を率いており、金の出荷や金持ちの旅客が乗車した駅馬車が出ると通報する情報提供者を使っていた。この盗賊団は1856年中活躍したが、「ガラガラヘビのディック」の通称で知られるリチャード・バーターなど、ベルの方法を利用した盗賊団が後に続いた。盗賊の中でも成功した者として知られるのは、ブラック・バートとしても知られるチャールズ・ボウルズで、カリフォルニアのステージを1875年から1883年にかけて襲撃していた。金の採掘が西部一帯に広がるにつれて、駅馬車強盗も広がっていった。
駅馬車の旅客は、駅馬車内でもステーションにおいても、インディアンの襲撃にも直面していた。中央部を横断する駅馬車やポニー・エクスプレスのステーションでは何度かインディアンの襲撃があった。最悪の襲撃は1861年にニューメキシコ準州におけるものであった。この年の2月に発生したバスコム事件までは、サンアントニオとサンディエゴを結ぶギディングス・ラインとニューメキシコ準州のアパッチ族の関係は良好であった。ニューメキシコ準州メシラからアリゾナ準州ツーソンまでの駅馬車ステーションのほとんどの干し草は、アパッチ族が供給していた。事件後、コーチーズがアパッチ族の土地から白人を追い出そうとアパッチ戦争を開始した。この結果、6台の駅馬車の乗員と旅客が死亡し、これらの馬車は焼かれ、そして1か所を除く途中のステーションが破壊されてその管理者が殺された。ゼネラルマネージャーの兄弟のジェームズ・ギディングスは、コーチーズを探し制圧しようと試みたが、さらにギディングス自身と6人の男たちが死ぬことになった。こうした被害と、南北戦争が始まったことで、南部の大陸横断ルートの駅馬車は終焉を迎えることになった。

### 郵便輸送

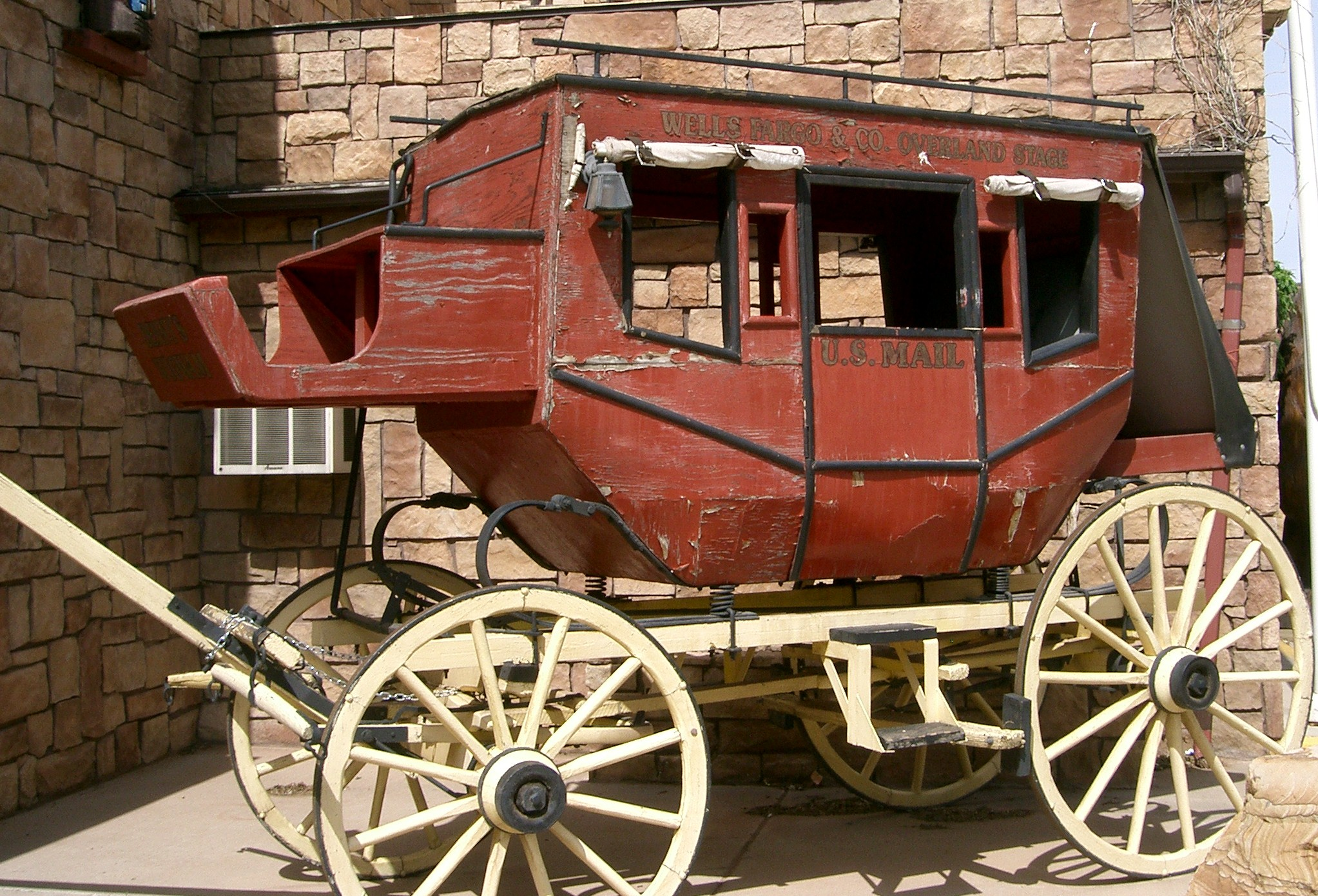
アメリカ合衆国郵便公社の郵便輸送をするウェルズ・ファーゴの馬車

地域間の対立が合衆国を分裂させていた時期、駅馬車はミシシッピ川沿いのアメリカ合衆国中西部にあるミズーリ州セントルイスと、西部のカリフォルニア州サンフランシスコの間を結ぶ定期交通手段となっていた。よく、ポニー・エクスプレスが初めて北アメリカ大陸を横断して太平洋岸へ高速に郵便物を輸送するようになったと誤って伝えられているが、実際にはジャッカス・メールと呼ばれるサンアントニオ-サンディエゴ間の駅馬車路線が先であった。このうち最後のユマ砦からサンディエゴに至る180マイルは、駅馬車ではなくラバの背に荷物を積んで運んでいた。このジャッカス・メールは2か月に1回の割合で、テキサス州サンアントニオとカリフォルニア州サンディエゴの間の1,500マイルを、1857年7月9日から1858年12月まで結んでいた。またジョージ・チョーペニングによるバッターフィールド・オーバーランド・メールもポニー・エクスプレスより3年ほど早かった。
バッターフィールド・オーバーランド・メールは1858年9月15日から、週に2回の郵便輸送を開始した。バッターフィールド・オーバーランド・コンコードの駅馬車はサンフランシスコから、また別の大陸横断ステージはより良い道を使ってティプトンから出発していた。道が悪くなるにつれて、旅客と郵便物はより悪路向けに設計された「迅速馬車」と呼ばれる馬車に乗り移った。走行距離は2,812マイルで、郵便物輸送に対して政府が対価として保証していた60万ドルを得るには25日以内で走破する必要があった。
1860年3月、ジョン・バッターフィールドは債務のためにこの業務を撤退せざるを得なくなった。南北戦争の開始に伴い、駅馬車運行会社はオックスボウ・ルートの使用の中止に追い込まれ、代わりにセントラル・オーバーランド・ルートの使用を開始した。このルートの東側、セントルイスからコロラド州デンバーまではベン・ホラデイにより引き継がれた。ホラデイは勤勉で進取の気性に富んだ特徴のある人物で、駅馬車王として知られるようになった。デンバーからサンフランシスコまでの西側の区間では、バッターフィールドの負う莫大な債務のために、事業はウェルズ・ファーゴに引き継がれた。ウェルズ・ファーゴは、膨大な数の中継ステーション、砦、馬、人員、馬車を抱えて1866年までに長距離駅馬車・郵便輸送における独占を確立した。大陸横断の駅馬車は、1869年に大陸横断鉄道が完成したことで終焉を迎えることになった。

### アメリカにおける最後の利用：短距離輸送
アメリカにおける駅馬車の最後の使用は、1890年から1920年代末までで、アリゾナ州ヤングへ至る道が舗装されて駅馬車がフォードの自動車に置き換えられたときであった。最終的に馬が牽引する車両の使用を終わらせたのは、鉄道ではなくバスであり、20世紀初期には多くの路線バス会社が設立された。鉄道の主要路線網が完成した後、そこから短距離であるがより高い場所にある地点まで鉄道を建設するのはしばしば非現実的であった。
主要な鉄道路線網から10から25マイル程度の距離にある町で、1,000フィートかそれ以上高度が高ければ、鉄道を建設するのはその急勾配のためにとても技術的に難しくまた高価であった。この最後の区間は、前述のほぼ25年間、短距離の駅馬車路線で結ばれており、典型的には半日以下の旅程であった。鉄道の本線が営業を開始すると、20世紀に入るころまではこれに接続する駅馬車路線が開設されていった。こうした路線は最終的にバスに置き換えられ、このため多くの短距離バス路線は初期にはモーターステージなどと呼ばれていた。1918年までに、駅馬車はいくつかの山岳リゾートや西部の国立公園において、古き良き西部のロマンの一環として観光客向けに営業されているのみであった。